# Symmachia splendida
Espèce
Symmachia splendida est une espèce d'insectes lépidoptères de la famille des Riodinidae et du genre Symmachia.

## Systématique
Symmachia splendida a été décrit par Salazar et Constantino en 1993 sous le nom de Calospila splendida.

## Description
Symmachia splendida est un papillon au dessus du corps rouge et aux ailes de couleur rouge ornementé de noir. Sur le dessus les ailes antérieures et les ailes postérieures sont rouge avec partant du bord externe de courtes bandes noires parallèles s’arrêtant à l'aire postdiscale. Les ailes antérieures ont aussi trois très courtes bandes noires partant du bord costal.
Le revers est rouge orangé clair piqueté de points noirs avec partant du bord externe de courtes bandes noires très proches soulignées de clair et s’arrêtant à l'aire postdiscale.

## Écologie et distribution
Symmachia splendida est présent dans le nord de la Colombie.

### Protection
Pas de statut de protection particulier.